# Dinastia Zand
La dinastia Zand (persa: زندیان, Zandiān) fou una nissaga que va regnar sobre Pèrsia de 1750 a 1794.
Quan Nàdir-Xah Afxar va morir el 1747, el govern afxàrida al Khorasan es va ensorrar, i Àhmad Xah Durrani va prendre el poder creant l'Imperi Durrani pashtun que s'estendrà des de la meitat oriental de l'Iran fins al nord de l'Índia deixant un buit a l'altra meitat occidental de l'Iran actual on va esclatar la guerra entre Karim Khan Zand des d'Esfahan i Muhammad Hasan Khan des d'Astarabad per la sobirania sobre la part occidental de l'antic imperi de Nàdir-Xah.
En 1750 es va formar una junta formada per Ali Mardan Khan, Muhammad Karim Khan i Abu l-Fath Khan Bakhtyari per administrar la Pèrsia occidental sota pretext d'estabilitzar un imperi neosafàvida sota un monarca titella de nom Ismaïl III de Pèrsia. Karim fou el cap militar, Ali Mardan el wakil (regent o tutor del xa) i Abu l-Fath va romandre com a governador. Altres caps no el van reconèixer però Karim es va imposar a Azad Khan Afgan el 1758 a Tabriz i el 1759 a Muhammad Hasan Khan a Astarabad. El verdader governant fou Karim Khan. Uns mesos després, mentre Karim Khan feia campanya a Kurdistan, Ali Mardan Khan va empresonar Abu l-Fath Khan Bakhtyari i el va fer cegar i poc després el va fer matar, i el va substituir pel seu cosí al que va enviar a ocupar Fars. Això va precipitar el trencament entre Ali Mardan, considerat popularment un opressor, i Karim Khan, molt més benvolent; aquest darrer, convençut que el seu rival el mataria també, es va avançar, es va dirigir a Esfahan que va reconquerir en 1751 i el va derrotar, i Karim va agafar llavors el càrrec de wakil al-Dawla (Regent de la dinastia).

## Dinastia Zand
- 1750-1779: Muhammad Karim Khan
- 1779-1779: Zaki Khan
- 1779-1779: Muhammad Ali Khan
- 1779-1779: Abu l-Fath Khan
- 1779-1782: Muhammad Sadegh Khan
- 1782-1785: Ali Murad Khan
- 1785-1789: Jafar Khan
- 1789-1789: Said Murad Khan
- 1789-1794: Lutf Ali Khan

## Arbre genealògic de la Dinastia Zand
|  |  |                      |                      | Bodaq Khan Zand      | Bodaq Khan Zand      | Bodaq Khan Zand      | Bodaq Khan Zand      | Bodaq Khan Zand | Bodaq Khan Zand |                          |                          |                          |                          |                          |                          |  |  |           |           | Agha Beygom | Agha Beygom | Agha Beygom | Agha Beygom | Agha Beygom          | Agha Beygom          |                      |                      |                      |                      |                      |                      |                        |                        |                        |                        | Inaq Khan Zand         | Inaq Khan Zand         | Inaq Khan Zand                | Inaq Khan Zand                | Inaq Khan Zand                | Inaq Khan Zand                |                               |                               |                         |                         |  |  |  |  |  |  |  |  |  |  |  |  |  |  |  |  |  |  |  |  |  |  |  |  |  |  |  |  |  |  |  |  |
|  |  |                      |                      | Bodaq Khan Zand      | Bodaq Khan Zand      | Bodaq Khan Zand      | Bodaq Khan Zand      | Bodaq Khan Zand | Bodaq Khan Zand |                          |                          |                          |                          |                          |                          |  |  |           |           | Agha Beygom | Agha Beygom | Agha Beygom | Agha Beygom | Agha Beygom          | Agha Beygom          |                      |                      |                      |                      |                      |                      |                        |                        |                        |                        | Inaq Khan Zand         | Inaq Khan Zand         | Inaq Khan Zand                | Inaq Khan Zand                | Inaq Khan Zand                | Inaq Khan Zand                |                               |                               |                         |                         |  |  |  |  |  |  |  |  |  |  |  |  |  |  |  |  |  |  |  |  |  |  |  |  |  |  |  |  |  |  |  |  |
|  |  |                      |                      |                      |                      |                      |                      |                 |                 |                          |                          |                          |                          |                          |                          |  |  |           |           |             |             |             |             |                      |                      |                      |                      |                      |                      |                      |                      |                        |                        |                        |                        |                        |                        |                               |                               |                               |                               |                               |                               |                         |                         |  |  |  |  |  |  |  |  |  |  |  |  |  |  |  |  |  |  |  |  |  |  |  |  |  |  |  |  |  |  |  |  |
|  |  |                      |                      |                      |                      |                      |                      |                 |                 |                          |                          |                          |                          |                          |                          |  |  |           |           |             |             |             |             |                      |                      |                      |                      |                      |                      |                      |                      |                        |                        |                        |                        |                        |                        |                               |                               |                               |                               |                               |                               |                         |                         |  |  |  |  |  |  |  |  |  |  |  |  |  |  |  |  |  |  |  |  |  |  |  |  |  |  |  |  |  |  |  |  |
|  |  | Allah Murad Khan     | Allah Murad Khan     | Allah Murad Khan     | Allah Murad Khan     | Allah Murad Khan     | Allah Murad Khan     |                 |                 | Aliya                    | Aliya                    | Aliya                    | Aliya                    | Aliya                    | Aliya                    |  |  | Zaki Khan | Zaki Khan | Zaki Khan   | Zaki Khan   | Zaki Khan   | Zaki Khan   |                      |                      | Karim Khan 1760-1779 | Karim Khan 1760-1779 | Karim Khan 1760-1779 | Karim Khan 1760-1779 | Karim Khan 1760-1779 | Karim Khan 1760-1779 |                        |                        |                        |                        |                        |                        | Muhammad Sadeg Khan 1779-1781 | Muhammad Sadeg Khan 1779-1781 | Muhammad Sadeg Khan 1779-1781 | Muhammad Sadeg Khan 1779-1781 | Muhammad Sadeg Khan 1779-1781 | Muhammad Sadeg Khan 1779-1781 |                         |                         |  |  |  |  |  |  |  |  |  |  |  |  |  |  |  |  |  |  |  |  |  |  |  |  |  |  |  |  |  |  |  |  |
|  |  | Allah Murad Khan     | Allah Murad Khan     | Allah Murad Khan     | Allah Murad Khan     | Allah Murad Khan     | Allah Murad Khan     |                 |                 | Aliya                    | Aliya                    | Aliya                    | Aliya                    | Aliya                    | Aliya                    |  |  | Zaki Khan | Zaki Khan | Zaki Khan   | Zaki Khan   | Zaki Khan   | Zaki Khan   |                      |                      | Karim Khan 1760-1779 | Karim Khan 1760-1779 | Karim Khan 1760-1779 | Karim Khan 1760-1779 | Karim Khan 1760-1779 | Karim Khan 1760-1779 |                        |                        |                        |                        |                        |                        | Muhammad Sadeg Khan 1779-1781 | Muhammad Sadeg Khan 1779-1781 | Muhammad Sadeg Khan 1779-1781 | Muhammad Sadeg Khan 1779-1781 | Muhammad Sadeg Khan 1779-1781 | Muhammad Sadeg Khan 1779-1781 |                         |                         |  |  |  |  |  |  |  |  |  |  |  |  |  |  |  |  |  |  |  |  |  |  |  |  |  |  |  |  |  |  |  |  |
|  |  |                      |                      |                      |                      |                      |                      |                 |                 |                          |                          |                          |                          |                          |                          |  |  |           |           |             |             |             |             |                      |                      |                      |                      |                      |                      |                      |                      |                        |                        |                        |                        |                        |                        |                               |                               |                               |                               |                               |                               |                         |                         |  |  |  |  |  |  |  |  |  |  |  |  |  |  |  |  |  |  |  |  |  |  |  |  |  |  |  |  |  |  |  |  |
|  |  |                      |                      |                      |                      |                      |                      |                 |                 |                          |                          |                          |                          |                          |                          |  |  |           |           |             |             |             |             |                      |                      |                      |                      |                      |                      |                      |                      |                        |                        |                        |                        |                        |                        |                               |                               |                               |                               |                               |                               |                         |                         |  |  |  |  |  |  |  |  |  |  |  |  |  |  |  |  |  |  |  |  |  |  |  |  |  |  |  |  |  |  |  |  |
|  |  | Kuda Murad Khan      | Kuda Murad Khan      | Kuda Murad Khan      | Kuda Murad Khan      | Kuda Murad Khan      | Kuda Murad Khan      |                 |                 | Ali Murad Khan 1782-1785 | Ali Murad Khan 1782-1785 | Ali Murad Khan 1782-1785 | Ali Murad Khan 1782-1785 | Ali Murad Khan 1782-1785 | Ali Murad Khan 1782-1785 |  |  |           |           |             |             |             |             | Abu l-Fath Khan 1779 | Abu l-Fath Khan 1779 | Abu l-Fath Khan 1779 | Abu l-Fath Khan 1779 | Abu l-Fath Khan 1779 | Abu l-Fath Khan 1779 |                      |                      | Mohammad Ali Khan 1779 | Mohammad Ali Khan 1779 | Mohammad Ali Khan 1779 | Mohammad Ali Khan 1779 | Mohammad Ali Khan 1779 | Mohammad Ali Khan 1779 |                               |                               | Jafar Khan 1785-1789          | Jafar Khan 1785-1789          | Jafar Khan 1785-1789          | Jafar Khan 1785-1789          | Jafar Khan 1785-1789    | Jafar Khan 1785-1789    |  |  |  |  |  |  |  |  |  |  |  |  |  |  |  |  |  |  |  |  |  |  |  |  |  |  |  |  |  |  |  |  |
|  |  | Kuda Murad Khan      | Kuda Murad Khan      | Kuda Murad Khan      | Kuda Murad Khan      | Kuda Murad Khan      | Kuda Murad Khan      |                 |                 | Ali Murad Khan 1782-1785 | Ali Murad Khan 1782-1785 | Ali Murad Khan 1782-1785 | Ali Murad Khan 1782-1785 | Ali Murad Khan 1782-1785 | Ali Murad Khan 1782-1785 |  |  |           |           |             |             |             |             | Abu l-Fath Khan 1779 | Abu l-Fath Khan 1779 | Abu l-Fath Khan 1779 | Abu l-Fath Khan 1779 | Abu l-Fath Khan 1779 | Abu l-Fath Khan 1779 |                      |                      | Mohammad Ali Khan 1779 | Mohammad Ali Khan 1779 | Mohammad Ali Khan 1779 | Mohammad Ali Khan 1779 | Mohammad Ali Khan 1779 | Mohammad Ali Khan 1779 |                               |                               | Jafar Khan 1785-1789          | Jafar Khan 1785-1789          | Jafar Khan 1785-1789          | Jafar Khan 1785-1789          | Jafar Khan 1785-1789    | Jafar Khan 1785-1789    |  |  |  |  |  |  |  |  |  |  |  |  |  |  |  |  |  |  |  |  |  |  |  |  |  |  |  |  |  |  |  |  |
|  |  | Said Murad Khan 1789 | Said Murad Khan 1789 | Said Murad Khan 1789 | Said Murad Khan 1789 | Said Murad Khan 1789 | Said Murad Khan 1789 |                 |                 |                          |                          |                          |                          |                          |                          |  |  |           |           |             |             |             |             |                      |                      |                      |                      |                      |                      |                      |                      |                        |                        |                        |                        |                        |                        |                               |                               | Lutf Ali Khan 1789-1794       | Lutf Ali Khan 1789-1794       | Lutf Ali Khan 1789-1794       | Lutf Ali Khan 1789-1794       | Lutf Ali Khan 1789-1794 | Lutf Ali Khan 1789-1794 |  |  |  |  |  |  |  |  |  |  |  |  |  |  |  |  |  |  |  |  |  |  |  |  |  |  |  |  |  |  |  |  |